# 澤登正朗
澤登 正朗（さわのぼり まさあき、1970年1月12日 - ）は、静岡県富士宮市出身の元サッカー選手(MF)、元日本代表、サッカー指導者(JFA 公認S級コーチ)・解説者。
Jリーグの初代新人王で、1999年にはベストイレブン、日本年間最優秀選手賞を受賞。1990年代の日本を代表する司令塔の一人で、フリーキックの名手。1992年のＪリーグ加盟10チームの中で唯一実業団を母体としない市民球団として結成された清水FCエスパルス(現・清水エスパルス)の契約第3号選手(第1号大卒新人選手)で、プロデビューから引退までクラブ一筋のバンディエラ。
1990年代後半、クラブ消滅危機に瀕したエスパルスにあって、主将としてクラブ史上初のタイトル(Jリーグカップ)獲得をはじめ、J1ステージ優勝(年間勝ち点1位)や国際タイトル(ACWC99-00)獲得に貢献。2000年代以降もスーパーカップ連覇や天皇杯優勝(ACL 02-03出場)に貢献するなど活躍。「ミスターエスパルス」と称され、全コンペティション115得点 をマークし、歴代1位の通算得点数を誇っている。精度の高いパスとシュート技術を持ち、両足、ヘディングでの得点能力とロベルト・リベリーノ仕込みのFKを武器に、中盤の選手ながら1995年から5年連続で公式戦2桁得点を記録。チームの司令塔として数多くのアシストをマークした。2005年シーズン限りで現役を退き、2007年に同クラブ史上初となる引退試合を行った。
日本代表にも選ばれ、1993年のドーハの悲劇を経験したメンバーの一人(最年少選手)でもある。1994年のファルカン監督時代には、背番号10番を背負った経歴を持ち、2000年の30歳まで日本代表メンバーに選出された。引退後はテレビや雑誌等でのサッカーの解説者として活動。JFAアンバサダーや、ハワイ州サッカー親善大使も務めた。2013年から9年間常葉大学浜松キャンパスサッカー部の監督を務めた。2022年より清水エスパルスユースの監督を務めている。メディアによって、沢登 正朗の表記も見られる。

## 経歴

### 生い立ち
1970年1月12日、静岡県東部の富士山の麓にある富士宮市に生まれる。幼稚園の頃からサッカーボールを蹴りはじめ、小学生時代は地元のサッカー少年団(富士宮市立上野小学校)で活躍。地元の中学校にサッカー部がなかったため、12歳の時に親元を離れ東海大学第一中学校（現・東海大学付属静岡翔洋高等学校中等部）へ進学し、サッカーを続けた。3年時は主将を務め、中学総合体育大会の県中部大会で初優勝に貢献。県大会は2回戦長泉北中に0－1で敗れ、全国大会出場は叶わなかった。中学時代での選抜歴は静岡市選抜だけで、特別目立った選手ではなかったという。また、東海大学第一中学校サッカー部では、後に日本代表で共にプレーすることになる3つ年上の三浦知良が、ブラジルから一時帰国中に練習に参加したことがあり旧知の仲であった。

### 学生時代
1985年、東海大学第一高校（現・東海大学付属静岡翔洋高校）に入学。
同級生には、元プロ野球選手の鈴木平がいた。静岡県の強豪校の一つでもあった東海大学第一高校サッカー部に入部して間もなく、当時の身長は160センチほどと小柄ながら、澤登のキックに多彩な種類があることに監督が目を止め、武南高校との春季定期戦にMFとして出場。ボールを受けたら、ミスが少ない。左右にボールを散らし、展開力もあった。その試合でゲームメーカーとしての力を発揮し、5月に来日したアデミール・サントス（本来は1学年上）と共に1年次から活躍を見せた。
1986年、過去4度にわたって決勝で敗れ、前年(1年次)はPK戦で涙をのんだ、当時、全国で勝つより難しいと言われていた静岡県予選で東海大一高の初優勝に貢献し、第65回選手権大会に出場。2年生ながら高いテクニックと戦術眼を持ち、広い視野でゲームメイクを行い、4-4-2の布陣の中盤の底でレギュラーを務めた。チームメイトには、後に清水エスパルスで共にプレーすることになる内藤直樹、吉田康弘や、日本代表で共にドーハの悲劇を経験することになる大嶽直人、静岡県予選で得点王に輝いた平沢政輝や、メキシコ五輪で銅メダルに輝いた杉山隆一の息子の杉山淳一、選手権で生まれて初めて雪を見たというブラジル人留学生のBeleza(ベレーザ)ことアデミール・サントス らと共に初の全国大会に臨んだ。徳島商業や秋田商業など全国の強豪を相手に初戦(2回戦)から4試合続けて3-0の同スコアで勝ちあがり、決勝では、こちらも初出場だった長崎県の国見高校と対戦。5万7千人が詰め掛けた国立競技場のスタンドにはサッカーブラジル代表のカレカが観戦に訪れ、テレビ中継のゲスト解説はブラジル時代の三浦知良が務め、試合前にはロッカールームに激励に訪れた。試合は32分にアデミール・サントスのFKで先制すると、73分には澤登がCKから2点目の大嶽の得点をアシスト。東海大一が2-0のスコアで完封勝利し、初出場・全試合無失点優勝 という前人未到の快挙を成し遂げた。選手権優勝の影響は絶大で、大会後の県新人戦では会場の周囲がファンで埋まり、バレンタインデーにはチョコレートが大きなトラックで届くほどだったという。のちのインタビューでチームメイトであったアデミール・サントスは「ノボリ(澤登)と平澤は女の子に大人気でちょっとうらやましかった、あの頃は普通に外出できなかったね(笑)。私はテレビで梅干しが好きだと言ったら、一生かかっても食べ切れないほどの梅干しが届いて驚いた。」 と語り、澤登は「選手としての注目度も高まり、県の国体代表にすら選ばれてなかった自分がユースの日本代表に呼ばれ、手のひらを返したように高評価を受けました。」「選手権に出場して自分のプレーを多くの人に見てもらった事で、その後のサッカー人生が大きく変わった」と語っている。
1987年は主将を務め、中原幸司、吉村寿洋、熊埜御堂智、篠永博之、吉田康弘、平沢政輝、濁澤一仁らと共に、冬の選手権に臨んだ。選手権予選静岡県大会の決勝では、国体代表7人を擁する清水商業を敗り優勝。大会MVP、ベストイレブンに選ばれ2年連続全国大会進出を果たした。第66回選手権大会では、準々決勝で礒貝洋光、森山泰行、本田泰人らを擁した帝京高校にPK戦の末に勝利。準決勝はインターハイを制した市立船橋高校を敗り決勝に進出。2年連続同一カードとなった決勝は、後に五輪代表や清水でチームメイトになる永井秀樹がいた国見高校に0-1で敗れ準優勝に終わった。連覇を逃して静岡に戻るとブーイングを浴びせられ「静岡代表は優勝しかないんだということをあらためて思い知らされましたね」と後に語っている。また、3年時はユース日本代表に初選出。静岡県選抜にも選ばれ第42回国民体育大会では、2年ぶり13回目(選抜チームとしては10回目)の優勝に貢献。高校卒業直前に行われたヤングサッカーフェスティバルでは、大学4年生の清水三羽烏を擁する大学選抜を静岡県高校選抜が4-2で下す金星を挙げた。
1988年4月、神奈川県平塚市にある東海大学(湘南キャンパス)に入学。同大学サッカー部では攻撃的MFとして、礒貝洋光と共に1年時からレギュラーとして活躍。数々のタイトルを獲得し、全日本大学サッカー選手権大会では4年連続 で決勝に進出するなど、東海大学の黄金期を築いた。第37回全日本大学サッカー選手権大会では、ハットトリックをマークするなど活躍し初優勝に貢献。1年生ながら大会MVPに選ばれた。1990年の第39回全日本大学サッカー選手権大会では、準決勝で前人未到の4連覇が懸かった順天堂大学に、値千金のゴールを決め勝利に導くなど、2年ぶりの優勝に貢献し、得点王と2度目のMVPに輝いた。1991年の第15回総理大臣杯全日本大学サッカートーナメントでは、前年の準優勝の雪辱を果たし、初優勝を飾った。大学在学時のチームメイトには、礒貝のほか同学年に、加藤望、飯島寿久、後藤太郎。1学年上に山口素弘、岡中勇人、巻田清一。1学年下に橋本雄二、2学年下に田坂和昭等がいた。また、年代別日本代表では、背番号10を背負い、AFCユース選手権やバルセロナ五輪予選でキャプテンを務めた。1992年に東海大学体育学部卒業。

### 年代別日本代表
1988年、日本ユース代表としてAFCユース選手権に出場。予選ではハットトリックを記録するなど活躍し、日本ユースの4大会ぶりの本大会出場に貢献。決勝大会は、第1戦で韓国に敗れ、第2戦のUAE戦では、前半は相手を圧倒するも無得点。後半に2点を奪われると、終了間際に澤登がフリーキックを直接決めて1点差とするも、反撃及ばず敗戦。最終戦を残して日本の敗退が決まり、1989年にサウジアラビアで開催されたワールドユース選手権出場はならなかった。澤登は今大会6試合出場5得点をマークした。
1989年、1992年バルセロナオリンピックを目指す五輪チームが立ち上げられ、日本代表メンバーに選出された。1989年～1990年は、合宿や海外遠征を行い、1991年の6～7月にかけて、バルセロナ五輪・一次予選が開催された。当時赤色だった代表ユニフォームに背番号10番付け全6試合にフル出場。澤登はキャプテンとしてチームを牽引。初戦では開始27秒で得点という記録も残した。日本は5勝1敗で予選1位通過を果たした。
一次予選を突破した日本は、1992年の1月に開催される最終予選に向けて、A代表の監督を務めていた横山謙三を総監督に据え、山口芳忠監督と二頭体制で五輪代表のレベルアップを図った。しかし、初めて結成された23歳以下の日本代表ということもあってか、強化試合は日程が厳しく毎回参加選手が変わり、練習する時間も無く、チームとして力を発揮できずに終わった。さらには、1次予選で7得点(内4得点が決勝点)をマークした山口敏弘が、所属チームの不祥事で出場停止処分となり、山口と2トップを組んでいた「アジアの虎」こと服部浩紀も調子を落とし最終的にメンバーから外れ、前線の構成が大きく変わるなど、日本は万全ではない状態で最終予選に臨むこととなった。澤登は最終予選もキャプテンを務め、3-5-2の布陣の中盤でプレー。後にA代表でも活躍する小村徳男、相馬直樹、名良橋晃、名波浩らと共に中2日5試合を戦った。日本は、試合の主導権を握ってもゴールが奪えず得点力不足に悩み、試合終盤で耐え切れず失点するなど、第3戦のバーレーンにこそ大勝したものの、1勝2敗1引き分けと、なかなか勝ち点を積み重ねることができなかった。他力ながら五輪出場の可能性をわずかに残した最終戦のカタール戦では、相手のスピードに乗った攻撃に苦しめられるが、中盤では優位に立ってこれに応戦する。しかし、後半立ち上がりに失点。反撃を試みるが得点にはつながらず敗戦。混戦となった最終予選は6チーム中5位という結果に終わった。一時は勝ち抜けに必要な3位内に入った日本であったが、「引き分けでもOK」という有利な状況になった第4戦の韓国戦、防戦一方の日本は、前線から相手選手を追い回し、DF石川康を負傷で欠きながらも後半終了間際まで0-0で耐えたが、88分に痛恨の失点を喫し惜敗したのが致命傷となり、24年ぶりの五輪出場は果たせなかった。後のインタビューで澤登は、「（大会を振り返って）純粋に力不足それだけです。個々のレベルが低すぎました」と語っている。澤登はバルセロナ五輪予選11試合出場3得点。全試合に出場し、セットプレー等からアシストをマーク。バルセロナ五輪日本代表から唯一人、翌年に行われた1994 FIFAワールドカップ・アジア予選で試合出場を果たした。また、バルセロナ五輪・最終予選で中盤でコンビを組んだ永井秀樹とは4年後、クラブチームで再びコンビを組み、清水エスパルスを初タイトルへと導いた。

### 清水エスパルス・日本代表

#### デビュー・初代新人王（キャリア初期）
1991年12月4日、地元の静岡に新規発足したプロサッカークラブ「清水エスパルス」に、大卒第1号選手(契約第3号選手)として加入が決定。チーム始動の翌1992年から、長谷川健太、大榎克己、堀池巧、三浦泰年、向島建、真田雅則、内藤直樹らと共に、清水の草創期メンバーとして活躍した。1992年9月5日、Jリーグカップ第1節の名古屋グランパス戦で公式戦デビュー。第2節の横浜マリノス戦で決勝点となるミドルシュートを決め、公式戦初ゴールを記録。エスパルスの公式戦初勝利に貢献した。1992年度は、Jリーグ開幕を翌年に控え、公式戦はカップ戦のみ行われ計13試合に出場。Ｊリーグカップ準優勝、天皇杯ベスト8に貢献。1993年の2月には、日本代表に初招集。Ｊリーグ開幕戦の9日前の5月7日に、A代表初ゴールを記録した（後述）。
Jリーグ元年（1993年シーズン）は、リーグ戦35試合に出場7得点(公式戦40試合出場9得点)。Ｊリーグカップのグループリーグは、ワールドカップ・アジア最終予選の期間中に行われたため不参加となった。Jリーグ開幕戦の5月16日、横浜フリューゲルス戦(三ッ沢)でリーグ戦初出場(先発フル出場)。第8節の横浜マリノス戦(日本平)でリーグ戦初ゴール。第11節の横浜フルューゲルス戦(日本平)では、コーナーキックから直接ゴールを決め勝利に貢献した。7月には、Jリーグオールスターサッカーに初出場。ルーキーながらWESTチームの背番号10番を付けてプレーした。同月の24日に開幕したNICOSシリーズ(2ndステージ)は、シジマール、加藤久が加入し、第2節から9連勝を記録。第15節の浦和レッズ戦(国立)では、リーグ戦初の直接FKを沈め勝利。このFKは清水エスパルスのリーグ戦50得点目の記念ゴールとなった。続く第16節は、視聴率30.8パーセント(関東地区・ビデオリサーチ調べ)を記録したヴェルディ川崎との首位攻防戦となったが、8日前に行われたJリーグカップ決勝同様にヴェルディの牙城を崩す事はできず、新戦力としてデビューしたFWのマルコーンも不発に終わり0-1で敗れた。2ndステージは一時は首位に立つなど勢いを見せた清水であったが、この敗戦が響いて2位。年間総合順位は3位(年間勝利数は2位)となったが、清水の中心選手として活躍し、創設間もない新規クラブの躍進に大きく貢献したとして、Jリーグ初代新人王に輝いた。奇しくも初代最優秀選手賞（MVP）に選ばれたのは、中学時代に練習で共に汗を流した三浦知良であった。
1994年8月1日、エメルソン・レオン監督に代わり、「左足の魔術師」と呼ばれたロベルト・リベリーノが
コリンチャンス時代のチームメイトであったセルジオ越後の紹介で清水の監督に就任した。リベリーノ監督からは、様々な種類のパスやシュートの蹴り方や逆足(左足)のキック、フリーキック等の個人指導を受け、サッカーの技術力の向上や後のシーズン活躍の足掛かりとなった。
1995年シーズンは、リーグ戦13得点を挙げ自身初の2桁得点を達成。以後1999年まで5年連続で公式戦2桁得点をマークした。

#### 日本代表（オフト監督・ファルカン監督時代）
1993年1月、若手選手中心のB代表で臨んだカールスバーグカップに出場。ベンチでは清雲栄純コーチが指揮を執り、オフト監督はスタンドで選手の動きをチェックした。この大会での活躍が認められ、2月に行われた日本代表のイタリア遠征に招集された。セリエA、セリエBシーズン中に行われた国際親善試合では、第2戦のインテル戦、第3戦のレッチェ戦に出場。非Aマッチではあったがフル代表デビューを果たした。その後も代表に招集され、1993年4月からアメリカW杯・アジア予選に臨んだ。1次予選はJリーグ開幕前であったため、大卒ルーキーの澤登は当時の国内トップリーグ(日本サッカーリーグ)未経験選手としての参加となり、Jリーグ開幕後の最終予選では最年少選手となった。同ポジションにはラモス瑠偉などがおり、出場機会は多くはなかったが、初戦のタイ戦、後半途中に負傷退場した森保一と交代で、国際Aマッチ初出場。ラモス瑠偉が森保のポジション(ボランチ)に入り、澤登は中盤の左サイドでプレーした。試合は三浦知良が前半に挙げた得点を守り切り、初戦を白星で飾った。その後の試合も主にサイドハーフとしての出場が続いたが、予選で唯一トップ下の選手と交代で出場したUAE戦で、Aマッチ初得点。後半37分に日本が失点を喫すると、その1分後に澤登が強烈なミドルシュートを叩き込み代表を救った。W杯初出場まであと１勝としていた最終戦のイラク戦では、「ドーハの悲劇」を経験。試合終了間際、ベンチの前に立って歓喜の時を待った澤登は、イラク代表の同点ゴールが入った瞬間崩れ落ち「後は覚えていない」と話した。後にラモス瑠偉は、日本がイラクに２―１でリードした際に、疲労で中盤の選手達の足が動かなくなっていたため、オフト監督に、最後の交代カードは「北澤か、ボールキープできる澤登」がいいとアドバイスしたが実現に至らなかったと話している。澤登は後のインタビューで大会を振り返り、「あのチームにいられたことが誇り、個性的な選手がそろっていたし、本当に強かった」と語っている。
1994年、ハンス・オフトの後任として、日本代表監督に黄金のカルテットの一人でもあるパウロ・ロベルト・ファルカンが就任。初陣となったキリンカップサッカー1994では、これまでラモス瑠偉が背負ってきた背番号10番を付けてプレーした。この大会は当初、アルゼンチン代表が来日予定だったが、ディエゴ・マラドーナの入国問題で取りやめになったため、マラドーナとの10番対決は叶わなかった。ファルカンジャパンでは、右ひざの怪我のため出場辞退した大会 もあったが、セットプレーのキッカーを任されるなど、中盤のレギュラーを務めた。広島で行われたアジア大会では、負傷を抱えての出場となったが、得点やアシストをマークする活躍を見せた。しかし同年にファルカン監督が更迭され、その後加茂周監督になると、しばらく代表から遠ざかることになる。

#### キャプテン・悲願の初タイトルへ
1996年シーズンから、オズワルド・アルディレス監督、スティーブ・ペリマンコーチ体制となり、三浦泰年、長谷川健太に続き清水エスパルスの3代目キャプテンに就任した。アルディレス監督からは、ワンタッチ、ツータッチでボールを捌くシンプルなプレーを求められ、次第にプレースタイルを変化させていった。
1996年の6月1日から9月25日に行われたJリーグカップでは、全16試合に出場し、清水の初タイトル獲得に貢献。ホーム・アンド・アウェー方式で行われた予選では、第2節2nd.leg(セカンドレグ)の横浜フリューゲルス戦で、楢﨑正剛から、タイミングをずらしたFKをファーサイドへ決め大会初得点。予選最終戦、第7節2nd.legのジェフ市原戦では、予選突破に3点差以上での勝利が必要となったが、セットプレーで2得点に絡む活躍もあり、4-0の逆転勝利で準決勝進出。準決勝では、スルーパスからオリバの得点をアシストするなど勝利に貢献、中田英寿を擁するベルマーレ平塚を5-0で破り決勝進出。過去2度に渡り決勝で敗れ、元監督のエメルソン・レオン、元キャプテンの三浦泰年との対決となった、ヴェルディ川崎との決勝戦では、後半37分に、FKから2点目のオリバの得点をアシストするなど活躍。勝敗はPK戦にもつれ込み、澤登は1人目のキッカーを務め、相手GKの逆を突いてゴール右へ流し込みPK成功。ヴェルディは2人目のキッカーマグロンがPK失敗。4人全員決めた清水は5人目のオリバがゴール左隅に決め勝利。悲願の初優勝を飾った。

#### 背番号10・クラブ消滅危機（キャリア中期）
1997年は、背番号が固定背番号制になり、93年からスタメン出場の時に付けていた背番号10を正式に背負うことになった。また、この年は清水エスパルスが経営破綻によるクラブ消滅危機となり、大幅な減俸を余儀なくされ、前年に結婚して子供も生まれ、他クラブからオファーがあり移籍も考えたが、学生時代からサッカー選手として清水に育ててもらった恩と、ファン・サポーターのクラブ存続に対する熱意を強く感じ、チーム残留を決定。登録メンバーはリーグ最少の24名となり、ユースチームからメンバーを借りて紅白戦を行うこともあるなど厳しい状況であったが、リーグ戦31試合出場11得点と活躍し、年間順位は5位となった。
1998年は、5月9日の1st第12節のヴィッセル神戸戦で、リーグ戦初となるハットトリックを達成。1stステージはジュビロ磐田と優勝争いを演じ、最終節で勝ち点が並ぶ接戦となったが得失点差で2位に終わった。同年9月23日、2nd第7節の鹿島アントラーズ戦では、Jリーグ史上初のリーグ戦200試合出場を達成した。また、1998年はシーズン序盤に突発性難聴発症というアクシデントに見舞われたが、自身のプロキャリアの中で最多得点となる公式戦15得点を挙げる活躍を魅せた。
1998年のリーグ戦終了後、アルディレス監督に代わり、コーチであったペリマンが新たに監督となり、1999年の元日にはクラブ初の天皇杯決勝に臨んだ。横浜フリューゲルスとの対戦となった決勝戦では、前半13分にファビーニョのクロスを澤登がダイビングヘッドで先制。前半44分、天皇杯終了後に清水に移籍が決まっていた久保山由清にゴールを決められ同点に追いつかれると、72分に追加点を許し敗戦。準優勝となった。

#### フットボーラー・オブ・ザ・イヤー
1999年シーズンは、日本代表への復帰も果たし、クラブでは清水エスパルスで4季目のキャプテンを務めた。通算5シーズン目の2桁得点となる公式戦13得点をマークした。
2月27日、横浜マリノスと合併して消滅した横浜フリューゲルスの代替で、スーパーカップに初出場。前年度リーグチャンピオンの鹿島と対戦した。前半24分に鹿島に先制点を許すも、1分後にアレックスのクロスを澤登がヘディングシュートを決め同点。前年まで得点源の一人であったオリバの退団の影響もあってか、後半23分に鹿島の名良橋晃にボレーシュートを決められ、1-2で惜敗した。
3月6日、ヴェルディ川崎とのリーグ開幕戦では、森岡隆三からのロングフィードを右サイドに抜け出した長谷川健太が中央に折り返し、ペナルティーエリア内でボールを受けた澤登がスルーパスでアレックスのシーズン初ゴールのアシスト。第3節の京都戦では、リーグ戦初得点をマーク。後半開始早々に退場者を出し10人となったが、後半17分に決勝点となるヘディングシュートを決め1-0で勝利した。1stステージは、14試合出場6得点をマーク。終盤4連勝を記録するも追い上げ及ばず10勝1分4敗の首位と勝ち点4差の3位に終わった。
8月23日、日本代表で共に戦ったラモス瑠偉の引退試合に出場。同月7日に開幕した2ndステージは、スターティングメンバーに、GK真田雅則、DFは斉藤俊秀、森岡隆三、戸田和幸の3バック。ウイングバックの右に市川大祐、左にアレックス。ボランチは伊東輝悦とサントス。FWは久保山由清、安永聡太郎の2トップ。澤登はトップ下で攻撃のタクトを振るった。第2節の磐田戦で初勝利を飾ると、第5節の名古屋戦では、ヘディングシュートで先制点を挙げるも相手DFと交錯し流血。頭に包帯を巻いてプレーを続けたが出血が止まらず前半で負傷交代となった。翌第6節のガンバ大阪戦で先発復帰しフル出場を果たした。第10節のヴェルディ戦では、1999年シーズン3回目となる直接フリーキックの得点をニアサイドに突き刺し2-0で勝利。2ndステージ2度目の4連勝に貢献し、リーグ戦残り5試合を残して2位横浜F・マリノスと勝ち点3差の首位で1ヶ月のリーグ中断期間に入った。中断期間中には、セレッソ大阪にレンタル移籍していた堀池巧が清水に復帰。クラブ初の国際大会となった、第10回アジアカップウイナーズカップ99-00の2回戦(初戦)がホームアンドアウエーで開催され、中国の上海申花に合計2-0で勝利した。リーグ再開後の第11節京都戦では、リーグ戦2試合連続となるゴールを決めて5連勝に貢献。この試合で守備の要である森岡隆三が負傷して今季絶望となり、戸田和幸がCBの中央に入り、西澤淳二が左サイドに入ることになった。その後は苦しい台所事情の中でも僅差の勝利を重ね8連勝を記録。11月23日、横浜国際総合競技場で行われた横浜F・マリノス戦でフル出場し、勝利に貢献。初のステージ優勝を果たした。
12月4日、ホーム・アンド・アウェー(全2試合)のチャンピオンシップでは1stステージを制したジュビロ磐田との静岡ダービーとなる。前半30分にシーズン途中に清水から磐田に移籍した安藤正裕のクロスボールを中山雅史に頭で決められ失点。4分後の前半34分に澤登がドリブルでサイドから中央に切れ込んできた久保山由清とスイッチして放った技ありのミドルシュートを決め同点とする。1-1のまま90分で決着がつかずVゴール方式の延長戦となり、延長前半8分に清水がペナルティーエリア内でハンドを取られPKを献上。このPKを沈められ、第1戦を落とした。
12月11日、チャンピオンシップ第2戦。0-0で迎えた前半34分に痛恨の失点を喫すると、1分後の前半35分、アレックス(三都主アレサンドロ)が左サイドをドリブルで駆け上がり、ペナルティーエリアの手前で相手のファウルを受ける。このファウルは清水のFKとなったが、冷静さを欠いたアレックスが相手DFの腹部を蹴る報復行為で一発退場。しかし、その直後の前半37分、澤登が同シーズン4回目となる直接フリーキックの得点をマークする。左45度から放ったボールは弧を描きファーサイドのゴール右隅に吸い込まれ、後に自身のベストゴールと語った25メートル超の直接FK弾を決め同点とした。
その後10人の清水が、延長戦をファビーニョのVゴールで制して勝利した。トータル1勝1敗とし、チャンピオンシップ史上初のPK戦となり、澤登は1人目のキッカーを務め成功。サントスとファビーニョが失敗し、PKスコア2-4で敗れた。
澤登は「(PKを)外した選手の責任ではなく、我々の力が足りなかった。それに尽きます。勝ち切るということの難しさが改めて分かりました。アレックスの退場もありましたが、我々は10人でもこれだけ出来るのだということが証明できた。チャンピオンにはなれなかったが、非常に良い試合だった」と話した。同じく2得点をマークした磐田のキャプテン中山雅史は、「エスパルスが一人少ない中でも素晴らしいプレーと闘志を魅せていたので、今日は本当に苦しかった。(要略)僕らがチャンピオンになりましたけど、年間通しての戦いはエスパルスが素晴らしいサッカーを展開していた。勝ち点を見てもエスパルスが一番かなと思います。僕らもまたそれに見合うだけのチームに作り直して来年に臨んていきたい」と試合後のインタビュー答えた。
澤登はＪリーグのベストイレブンに初選出されると、翌年の1月には、1999年度の日本年間最優秀選手賞(フットボーラー・オブ・ザ・イヤー)を受賞。Ｊリーグチャンピオンシップ第1戦で決めた得点がアジアサッカー連盟(AFC)月間最優秀ゴール賞に選ばれた。

#### 国際タイトル獲得
2000年は5期目のキャプテンを務め、4月には第10回アジアカップウイナーズカップ99-00を制し、クラブ初の国際タイトルを獲得。ホーム・アンド・アウェー方式で行われた準々決勝では、韓国Kリーグの強豪、安養LGチータース(現・FCソウル)から澤登が2得点を挙げる活躍で勝利に貢献。チェンマイで行われる決勝ラウンドに進出した。0-0でPK戦にもつれ込んだバンコク・バンクFCとの準決勝は、1人目のキッカーを務め成功。GKの真田雅則が2本セーブし、PKスコア4-2で勝利。決勝のアル・ザウラーSC戦では、攻撃の起点となり、チャンスメイクするなど活躍。前半は相手を圧倒するも無得点。後半28分に、途中出場のルーキー池田昇平が得点を挙げ1-0で勝利し、初優勝。
同年8月26日、Jリーグオールスターサッカーに6回目の出場。

#### 日本代表（加茂・岡田監督・トルシエ監督時代）
1997年8月28日、フランスワールドカップアジア最終予選の壮行試合で日本代表に復帰。後半21分に中田英寿に代わり途中出場。
ファルカン監督以来3人目の外国人監督となるフィリップ・トルシエが日本代表監督に就任すると、翌1999年のキリンチャレンジカップで日本代表復帰を果たす。
2000年には、アジアカップで5年4ヶ月ぶりのAマッチの得点を記録。同試合でAマッチ初得点を決めた中村俊輔からマイナスのボールを受け、相手DFをターンでかわし左足で放った豪快なミドルシュートの得点であった。その後、代表での出番はなく、この大会が最後の代表戦出場となった。

#### 天皇杯優勝・スーパーカップ連覇
2001年3月3日、元日に三冠を達成した鹿島に3-0で勝利し、スーパーカップを初制覇。前半17分にアレックスからのクロスを相手DFに競り勝ち、頭で合わせ先制点を挙げるなど活躍し勝利に貢献した。
2001年の天皇杯では、準決勝の川崎戦で1得点1アシストをマークし決勝に進出。2002年の元日に行われた決勝のセレッソ大阪戦では、FKから2点目の森岡隆三の得点をアシストするなど活躍し初優勝に貢献。2002年2月のスーパーカップでは、2年連続同一カードとなった決勝で鹿島を破り2連覇を果たした。
リーグ戦では、2001年11月17日のアビスパ福岡戦で得点を挙げ、通算6シーズン目となる公式戦2桁得点を達成。2002年7月27日の東京ヴェルディ戦では、Jリーグ史上初となるJ1リーグ戦通算300試合出場を達成した。また、2001年から２シーズン指揮をとったゼムノビッチ監督時代には、ポジションを一つ前に上げ、セカンドトップや、”偽9番”として起用された試合もあった。

#### Mr.エスパルスとして（キャリア晩年）
2003年は第1回大会のAFCチャンピオンズリーグに出場。日本代表の三都主アレサンドロや、韓国代表のアン・ジョンファンを擁する清水であったが、ベスト16で敗退。澤登は準々決勝リーグ1試合出場1得点をマークした。
2004年12月4日、新潟県中越地震チャリティーマッチにジーコジャパンドリームチームの一員として出場。
2005年3月5日、開幕戦のサンフレッチェ広島戦では、J1リーグ13年連続得点を記録。後半23分に久保山由清からクロスボールを受けてペナルティーエリア内でワントラップ、ゴール左隅にシュートを決め、長谷川健太監督が率いる清水のリーグ戦初ゴールとなった。
2005年11月23日、敗れると入れ替え戦の危機となった第32節ヴィッセル神戸戦、後半44分に澤登が左足で放った強烈なシュートでマルキーニョスの決勝点を演出。日本平スタジアム通算100勝を達成し、J1残留を決定的なものとした。試合後に今シーズン限りでの引退を発表。翌日記者会見を行った。
2005年11月26日の第33節鹿島アントラーズ戦では、先発で69分間プレーし、ロングパスで2点目の起点となる活躍。試合終了後に引退セレモニーが行われた。「輝いているうちに引退したいと決めていた」「14年間、エスパルス一筋でやれたことは誇り、経営危機で消滅してしまうんじゃないかという状況もあったが、いろいろな方々の支えを受けて、新しいチームとして生まれ変わって、新しい歴史をつくれた」「若い選手は、自分達がエスパルスを支えていくんだという気持ちで、ベテランはそれに負けてはいけない、サポーターの皆さんはエスパルスをこれからも愛していってほしい」等の言葉を残し、日本平スタジアムに残った鹿島サポーターからも「澤登」コールが起こるなど、温かい声援に包まれた引退セレモニーとなった。
2005年11月30日、今後の清水エスパルスのために、一人でも多くの選手に試合経験を積んで欲しいという思いから、最終節と天皇杯には出場しないことを表明し、現役を引退した。
引退した2005年シーズン終了時の、J1リーグ戦通算出場試合数は歴代1位であった。また、公式戦通算115得点、J1リーグ戦通算85得点は清水エスパルスのトップスコアラー（継続中）であり、Jリーグ創設の1993年から2005年まで、同一クラブのみで13年連続ゴールを決めているただ一人の選手である。
2006年の元日は国立競技場のスタンドから、清水エスパルスの天皇杯決勝を見届けた。決勝の対戦相手の選手であった元チームメイトの三都主アレサンドロは、「(プロとして)僕が今ここにいる半分はあの人のおかげ。(新人時代の)98年、99年のアシスト、得点はほとんどノボリさんからだった」と試合前のインタビューで感謝の言葉を贈っている。
デビュー以来一貫して清水に所属し第一線で活躍。その功績を賞して、2007年1月21日に日本平スタジアムで清水エスパルスの選手として初めて引退試合を行った。引退試合で販売された記念商品(オフィシャルグッズ)の数々には、“Mr. S-PULSE”の文字が記されていた。

## 引退後
2006年の引退後は、地元の静岡を中心にサッカー講習会の講師、静岡放送・静岡朝日テレビのサッカー解説者として出演している。（静岡放送「SBSテレビ夕刊（イブニングニュース）」月曜レギュラー、「朝日テレビスポーツパラダイス」MCなど。）
2006年の4月にはサッカーの普及活動に協力する日本サッカー協会のJFAアンバサダーに就任した（2006年4月～2009年4月）。
2006年の12月に開催されたJリーグアウォーズでは、日本サッカーとJリーグの発展に寄与した功労者に送られる功労選手賞を受賞した。
2007年1月21日、引退試合「エスパルス・オールスターズvs.ジャパン・オールスターズ」が日本平スタジアムで開催された。
2007年6月30日に静岡市葵区にモンマスティー静岡店をオープン。
2008年2月6日からテレビ朝日の「報道ステーション」のサッカーコメンテーターとしてレギュラー出演しており、これはサッカーキャスターの前任者である福田正博が浦和のコーチに就任し降板したためによる後継で、1回目の出演時には1994 FIFAワールドカップ・アジア予選で福田と交代した澤登が得点を挙げたシーンの映像が流れた。当番組では巻き戻しを多用しての解説を特徴とする。
2008年6月7日、中田英寿が主催する「+1 FOOTBOOL MATCH JAPAN STARS vs. WORLD STARS」に出場。前半38分にミドルシュートで得点を挙げた。この時、相手チームのゴールマウスを守っていたのは、14年前に日本代表で対戦した、元フランス代表のGKラマであった。
2009年3月12日、JFA 公認S級コーチのライセンスを取得した。
2009年8月、ハワイ州のサッカー親善大使に就任した。
2011年4月6日、宮城県七ヶ浜町の避難所でサッカー教室を開催。
2011年8月31日、震災復興支援 日伊レジェンドマッチ「 AC MILAN グロリエ vs.Jエスペランサ」に出場。エスパルスで共にプレーしたダニエレ・マッサーロと久々の再会を果たした。
2013年1月、常葉大学浜松キャンパスサッカー部の監督に就任した。
2022年、清水エスパルスユースの監督に就任。

## 個人成績
| 国内大会個人成績 | 国内大会個人成績 | 国内大会個人成績 | 国内大会個人成績 | 国内大会個人成績 | 国内大会個人成績 | 国内大会個人成績 | 国内大会個人成績 | 国内大会個人成績 | 国内大会個人成績 | 国内大会個人成績 | 国内大会個人成績 |
| 年度             | クラブ           | 背番号           | リーグ           | リーグ戦         | リーグ戦         | リーグ杯         | リーグ杯         | オープン杯       | オープン杯       | 期間通算         | 期間通算         |
| 年度             | クラブ           | 背番号           | リーグ           | 出場             | 得点             | 出場             | 得点             | 出場             | 得点             | 出場             | 得点             |
| 日本             | 日本             | 日本             | 日本             | リーグ戦         | リーグ戦         | リーグ杯         | リーグ杯         | 天皇杯           | 天皇杯           | 期間通算         | 期間通算         |
| ---------------- | ---------------- | ---------------- | ---------------- | ---------------- | ---------------- | ---------------- | ---------------- | ---------------- | ---------------- | ---------------- | ---------------- |
| 1992             | 清水             | -                | J                | -                | -                | 10               | 1                | 3                | 0                | 13               | 1                |
| 1993             | 清水             | -                | J                | 35               | 7                | 1                | 0                | 4                | 2                | 40               | 9                |
| 1994             | 清水             | -                | J                | 41               | 7                | 1                | 0                | 1                | 0                | 43               | 7                |
| 1995             | 清水             | -                | J                | 40               | 13               | -                | -                | 1                | 0                | 41               | 13               |
| 1996             | 清水             | -                | J                | 29               | 9                | 16               | 3                | 3                | 0                | 48               | 12               |
| 1997             | 清水             | 10               | J                | 31               | 11               | 6                | 0                | 3                | 1                | 40               | 12               |
| 1998             | 清水             | 10               | J                | 32               | 10               | 4                | 2                | 5                | 3                | 41               | 15               |
| 1999             | 清水             | 10               | J1               | 28               | 9                | 4                | 1                | 3                | 0                | 35               | 10               |
| 2000             | 清水             | 10               | J1               | 27               | 3                | 4                | 1                | 5                | 0                | 36               | 4                |
| 2001             | 清水             | 10               | J1               | 26               | 9                | 2                | 1                | 5                | 2                | 33               | 12               |
| 2002             | 清水             | 10               | J1               | 29               | 3                | 7                | 3                | 3                | 2                | 39               | 8                |
| 2003             | 清水             | 10               | J1               | 14               | 2                | 2                | 0                | 4                | 0                | 20               | 2                |
| 2004             | 清水             | 10               | J1               | 24               | 1                | 5                | 0                | 1                | 0                | 30               | 1                |
| 2005             | 清水             | 10               | J1               | 25               | 1                | 4                | 0                | 1                | 0                | 30               | 1                |
| 通算             | 日本             | 日本             | J1               | 381              | 85               | 66               | 12               | 42               | 10               | 489              | 107              |
| 総通算           | 総通算           | 総通算           | 総通算           | 381              | 85               | 66               | 12               | 42               | 10               | 489              | 107              |

その他の公式戦
　通算20試合8得点
- 1996年
  - サントリーカップ 1試合0得点
- 1999年
  - スーパーカップ 1試合1得点
  - アジアカップウィナーズカップ2試合0得点
  - Jリーグチャンピオンシップ 2試合2得点
- 2000年
  - アジアカップウィナーズカップ5試合2得点
  - アジアスーパーカップ2試合0得点
- 2001年
  - スーパーカップ 1試合1得点
  - アジアカップウィナーズカップ2試合0得点
- 2002年
  - スーパーカップ 1試合0得点
  - アジアカップウィナーズカップ2試合1得点
- 2003年
  - アジアチャンピオンズリーグ1試合1得点

| 国際大会個人成績 | 国際大会個人成績 | 国際大会個人成績 | 国際大会個人成績 | 国際大会個人成績 |
| 年度             | クラブ           | 背番号           | 出場             | 得点             |
| AFC              | AFC              | AFC              | ACL              | ACL              |
| ---------------- | ---------------- | ---------------- | ---------------- | ---------------- |
| 2002-03          | 清水             | 10               | 1                | 1                |
| AFC ASC          | AFC ASC          | AFC ASC          | AFC ASC          | AFC ASC          |
| 2000             | 清水             | 10               | 2                | 0                |
| AFC ACWC         | AFC ACWC         | AFC ACWC         | AFC ACWC         | AFC ACWC         |
| 1999-02          | 清水             | 10               | 11               | 3                |
| 通算             | AFC              | AFC              | 14               | 4                |

### 記録
- 公式戦初出場 - 1992年9月5日 Ｊリーグカップ 対名古屋グランパス戦
- 公式戦初得点 - 1992年9月9日 Ｊリーグカップ 対横浜マリノス戦
- リーグ戦初出場 - 1993年5月16日 対横浜フリューゲルス戦
- リーグ戦初得点 - 1993年6月9日 対横浜マリノス戦
- リーグ戦初ハットトリック - 1998年5月9日 対ヴィッセル神戸戦
- リーグ戦200試合出場 - 1998年9月23日 対鹿島アントラーズ戦(Jリーグ史上初)
- リーグ戦300試合出場 - 2002年7月27日 対東京ヴェルディ戦(Jリーグ史上初)
- Jリーグオールスターサッカー　1993,94,95,96,97,2000年　6回出場(歴代4位)

## 特別試合
【出場試合】
現役時代
- 1999年8月23日 - ラモス瑠偉引退試合「読売ラモスオールスターズvsＪリーグ選抜」
- 2004年12月4日 - 新潟県中越地震復興支援チャリティーマッチ「ジーコジャパン・ドリームチーム vs アルビレックス新潟」

引退後
- 2008年5月11日 - アマラオ ファイナルマッチ「AMARAL AMIGOS vs. TOKYO LEGENDS」
- 2008年6月7日 - 「+1 FOOTBOOL MATCH JAPAN STARS vs. WORLD STARS」
- 2009年4月11日 - TAKEACTION in 甲府「TAKE ACTION F.C.vs.ヴァンフォーレ甲府」
- 2010年1月10日 - 名波浩引退試合「ステッレ・ジュビロvs.アズーリ・ジャポーネ」
- 2010年2月20日 - 湘南ベルマーレJ1昇格記念試合「We're back FC vs.TAKE ACTION FC」
- 2011年4月2日 - 「シンガポールリーグ・オールスターvs.TAKE ACTION with アルビレックス新潟シンガポール」
- 2011年6月4日 - 震災復興チャリティーイベント SMILE AGAIN 「ANTLERS LEGENDS VS WITH HOPE UNITED」
- 2011年8月31日 - 震災復興支援 日伊レジェンドマッチ「 AC MILAN グロリエ vs.Jエスペランサ」
- 2012年11月25日 - 「清水エスパルスOB vs.FCゼニト・サンクトペテルブルクOB」
- 2013年5月23日 - 藤田俊哉引退試合「ほけんの窓口プレゼンツ 藤田俊哉送別試合」
- 2014年1月2日 - 静岡城内FCクラブ創設45周年記念試合「城内フットボールクラブOB vs.静岡ドリームズ」
- 2014年2月16日 - 東日本大震災復興支援スペシャルマッチ「NOBORI ALL STARS vs.ザ・ミイラ」
- 2017年1月8日 - サッカー日本・韓国OB戦 「JAPAN VS KOREA REPUBLIC LEGEND MATCH」
- 2017年2月26日 - 環太平洋国際フットサルカップ2017
- 2017年8月14日 - 永井秀樹引退試合 『OBRIGADO NAGAI』
- 2017年12月30日 -  真田雅則・山田泰寛追悼試合「清水市商OB vs 東海大一OB」
- 2018年1月8日 - 市川大祐引退試合～THANK YOU FOR FOOTBALL～「S-PULSE ALL STARS vs JAPAN ALL STARS」
- 2019年1月13日 -『【2019清水初蹴り】夢のレジェンドマッチ ～サッカー王国伝説の男祭り!!～』
- 2019年9月29日 -『さがみはらドリームマッチ2019』

## 選手時代の特徴
精度の高いキックを武器とするゲームメーカー、パサー。足元の技術(蹴る、止める)が高く、得点力と判断力を備え、フリーキックの名手でもあった。
ポジションは主にオフェンシブハーフ(インサイドハーフ、トップ下)
日本代表では、サイドハーフやボランチとして出場したことがある。
プレースキック を得意とし、FKやCKのキッカーを務めることが多かった。プレースタイルは、精度の高いキックから攻撃を組み立てる司令塔であったが、2列目からの飛び出しでゴールに直結するプレーや、自ら得点を決めることも多かった。高いテクニックを持ち、中盤では安定感のあるプレーを見せたが、自他共に認める負けず嫌いであり、ときには闘志溢れるプレーでゴールを狙い、会場を沸かせ、チームを救った。キャプテンシーとリーダーシップを兼ね備え、チームメイトからの信頼も厚く、五輪代表や、清水ではキャプテンとしてチームを牽引した。
利き足は右であるが、状況に応じて逆足で、セットプレーを蹴ることがあった。
MF登録選手ながら公式戦通算115(リーグ戦85)得点を挙げた。得点パターンは、得意とする直接フリーキックのほか、小柄ながらヘディングシュートもうまく、他選手が放ったフリーキックに合わせるシーンも見られた。更に冷静なグラウンダーシュートや、意表を突くループシュートやミドルシュートなど、多岐にわたる。シュートスピードや飛距離はそれほどではないものの、左右両足、頭からコースやタイミングを図る正確なシュートと、前線への果敢な飛び出しで得点を重ねた。また、リーグ開幕戦に得点を決めることが多く、J1開幕戦ゴールランキング歴代3位(MFとしては歴代1位) の記録を持っている。
高い得点力もさることながら、正確かつ多彩なパスやクロスで、多くのアシストをマークした。
清水エスパルス選手時代のキャッチフレーズは「変幻自在のスーパープレー」

## 評価
現役時代は、澤登の傑出したプレーぶりを称賛し、日本代表の空白期間にはメンバー入りを熱望していたこともあったピクシーことストイコビッチは、Jリーグ20周年を記念した歴代ベストイレブンを選んだ際に、次のように評している。
静岡で共に育ち、日本代表で共に戦ったキング・カズこと三浦知良は、引退試合で次のように賛辞を贈っている。

## 逸話
日本代表“プロ化前ラストゴール”
- 1993年5月7日、1994 FIFAワールドカップ・アジア予選の1次予選最終戦・対アラブ首長国連邦(UAE)戦がアウェイのアル・アイン・スタジアムにて行われた。ここまで7戦全勝で迎えた日本代表は既に同年4月のホーム（国立競技場）におけるUAE戦で2対0の勝利を収めていたが、この日は気温33度、湿度も20%程度の過酷な天候が影響してかよもやの苦戦を強いられる。ホームの利と衰えない運動量に支えられたUAEのカウンター攻撃を凌ぎつつ、0対0で迎えた後半32分福田正博に代わり澤登が途中出場。UAEがPKと決定的なシュートを2度、ゴールポストとクロスバーに当てる幸運に助けられたものの、日本劣勢の展開は変わらずついに後半37分技ありのループシュートを決められ先制点を許してしまう。しかしわずか1分後の後半38分、澤登はUAEゴール前のクリアーミスを見逃さず右足で前方にトラップ、2度目の小さいバウンドが上がった所をペナルティエリア外側中央から豪快に右足を振りぬいた。左サイドネット際目掛けて放たれた鮮やかなミドルシュートはGKの手をかすめて決まり、このゴールによって試合は1対1のドローに終わる。その豪快さもさることながら、日本が一次予選無敗を守った殊勲のゴールでもあった。当時歴代最強と言われた日本代表の意地を見た瞬間とも言え、約1週間後には念願のJリーグの開幕を迎える時期でもあった。澤登自ら、このゴールを「思い出のゴール」として挙げている[36]。また、この得点は試合の数日前(UAE滞在中)に逝去した亡き祖父に捧げるゴールともなった。

日本代表 -背番号10番
- 日本代表で長年背番号10を付けていたラモス瑠偉は、10番の後継者として澤登を指名していた。
- 1994年のファルカンジャパンの初陣となった大会では、日本代表で10番をつけ、パパン、カントナ、ジョルカエフ、デシャン、デサイーを擁するフランス代表と対戦した。また、この試合はダヴィド・ジノラも出場しており、パルク・デ・プランスの悲劇を経験したメンバーと、澤登のほか、三浦知良、柱谷哲二、長谷川健太といったドーハの悲劇を経験したメンバーの対決ともなった。
- バルセロナ五輪予選ではキャプテンを務め、背番号10番を背負って、下川健一、名良橋晃、小村徳男、相馬直樹、永山邦夫、石川康、名塚善寛、原田武男、永井秀樹、藤吉信次、藤田俊哉、名波浩、三浦文丈、神野卓哉らと共に戦った。また、U-23サッカー日本代表において初めて背番号10番を付けた選手ともなった。

ハットトリックPK
- 1988年7月4日、第26回アジアユース選手権の予選第3戦・マレーシア戦が京都・久御山中央公園サッカー場で行われた。日本ユースは前半3分に池田伸康が先制点を挙げると、テンポの良いパスワークで試合の主導権を握り、鋭い動きだしを見せ、15分に三浦文丈、31分に中村忠が追加点。40分には、澤登が相手ファウルから得たPKを決め、4-0で前半終了。後半に入っても勢いは衰えず、48分に服部浩紀が追加点を挙げ、日本ユースが5点のリードを奪う。マレーシアユースは、DFの主力選手の出場停止の影響もあり守備が乱れ、焦りからかファウルが増え、63分、73分にペナルティエリア内でファウルを犯しPKに。澤登が2本ともペナルティキックを決め、この日3点目をマーク。PKだけでハットトリックという珍しい記録を達成した。日本ユースが7-0で勝利し、カタール・ドーハで行われる決勝大会進出が決まった。

フリーキック
- 2016年2月24日放送の（フジテレビ)『村上信五とスポーツの神様たち～日本人が決めた記憶に残るFKベスト5』の中で、現役当時の日本代表の練習で”1番フリーキックが凄かったのが澤登”と紹介された事があり、そんなに曲がらない正確なコントロールキックは他の追随を許さないFKであったという。
- 1995年7月19日、負けると対戦相手の優勝が決まる第25節の横浜マリノス戦、日本平スタジアムで決勝点となる直接フリーキック決め、目の前での優勝を阻止した。
- 1994年4月13日、サントリーシリーズ第9節のサンフレッチェ広島戦、後半42分にゴール前25ｍ付近で得たフリーキックを澤登がゴールに向かって右側から山なりのボールを蹴り込む。広島のゴールキーパー前川和也がバックステップでボールをキャッチ、そのままゴールラインを割ってゴールインするという珍事が起こった。リーグ戦通算2点目となる澤登の直接フリーキックのゴールとなった。

ブラックアウトスパイク
- 1999年9月23日、2ndステージ第10節のヴェルディ川崎戦、前半2分にオウンゴールで先制すると、前半8分、ペナルティエリア付近で得たフリーキックを澤登がニアサイドに流し込み追加点。清水が2-0で勝利した。試合は地上波で生中継されており、得点後や試合終了後にはスロー再生するなど何度もフリーキックの得点シーンが放送され、首位にいたこともあり夜のスポーツニュース等でも映像が流れた。翌日のスポーツ紙でも話題になったが、注目を浴びたのはフリーキックではなく、履いていたスパイクであった。この試合、澤登はミズノのスパイク(モレリア)を履いてプレー。澤登は当時、ミズノではなく他のメーカーとスパイク契約をしていたため、ミズノのラインを黒く塗りつぶして試合に出場していた。しかし得意であったフリーキックを決めたために、黒塗りのスパイクに注目が集まってしまったのである。契約していたメーカーからは、お叱りを受けたということであるが、その後、ミズノと契約して引退後もミズノのスパイクを愛用している。

1999年
- 清水は悲願のステージ優勝を果たした1999年シーズン、年間を通じて非常に安定した成績を誇り、チャンピオンシップこそPK戦で敗れたものの、年間の勝点では2位を完全に引き離す成績であった（1位の清水が勝点65、2位の柏が勝点58）。澤登はその中心選手として活躍した功績が認められ、7年目にして自身初のベストイレブンに選ばれ、MVPに選ばれたアレックスに投票数で上回り、日本年間最優秀選手賞も受賞した。また、この年に2年ぶりの日本代表復帰も果たした。
- 1999年12月4日、チャンピオンシップ第1戦、前半34分にドリブルから3人のDFを引き付けた久保山由清とスイッチして澤登が放ったミドルシュートの得点が、「AFC月間最優秀ゴール賞」に選ばれた。

引退
- 引退をした2005年シーズン、清水は長谷川健太監督就任1年目に残留争いに巻き込まれ苦しいシーズンとなった。引退会見で当時の早川巖社長が、もしも清水が降格していたら澤登は、選手流出の危惧や、その状況で自分も逃げ出す形を取る訳にいかないという思いから、再び昇格するまで現役続行する意思があったと語っている。現役最後のシーズンは公式戦30試合に出場した。

清水エスパルス -背番号10番
- 澤登が引退した直後のシーズンとなった2006年シーズン開幕前、クラブ側が彼の付けていた背番号10番を欠番としなかったことに対し、サポーターから非難の声が上がるほどであった。
- 清水エスパルスでJリーグ開幕時から引退するまで10番を背負ってプレーした澤登であるが、Jリーグ開幕前は、長谷川健太や大榎克己やアデミール・サントスが10番を着け、ルーキーだった澤登は6番[37] をつけることが多かった。また開幕後の変動背番号制の頃、澤登が出場しなかった、あるいは日本代表への合流などでベンチ入りしなかった試合では、日本人では伊東輝悦や佐藤由紀彦などが、外国人ではエドゥーやジャウミーニャなどが10番を着けて試合に出場したことがある。
- J1リーグ戦では最多出場[38] となる380試合(381試合中380試合/下記参照)で背番号10番を着用している。
  - 1995年6月28日の対ガンバ大阪戦では、伊東が10番で先発出場し、澤登は途中出場したため14番を着用した。変動背番号制時代に澤登がリザーブのフィールドプレーヤーの背番号（12番 - 15番）を着用したのはこの時が唯一だった。

キャプテン翼
- キャプテン翼の日向小次郎のファンであり、作者である高橋陽一とテレビで共演した際に、もし自分の子供が男の子だったら名前を「小次郎」にしようと考えていたと語っている。
- 2014年9月27日、キャプテン翼展で行われた高橋陽一のトークショーで、『キャプテン翼』（ジャンプ・コミックス）第37巻の全日本フル代表の7番の選手が澤登(沢登)であることが判明した。澤登は当時高校生で選手権などで活躍し、ユース日本代表にも選ばれていた。ちなみに、この時の全日本フル代表では、大空翼はベンチメンバーであった。

ポッキー四姉妹物語
- 1994年、日本のプロサッカー選手として初めてグリコのポッキーのCMに出演した。「行け！澤登！決めたらポッキーあげるからね、頑張れ！」と応援する牧瀬里穂のセリフで始まるこのCMは、1993年から1995年に放送されたテレビCM『ポッキー四姉妹物語』シリーズの一つで、清水エスパルスのマスコットであるパルちゃんも応援するサポーター達に混ざって出演していた。

サッカー応援ウエハースチョコ
- 2014年5月27日、ロッテとサッカー雑誌『ZONE』などを出版しているベースボール・マガジン社がコラボした商品、シール付きウエハースチョコシリーズの『サッカー応援ウエハースチョコ』が発売され、「日本サッカー界のレジェンド選手」の一人としてメッセージシール2枚(全24種類中2種類)が封入された。シールの写真は現役選手時代ではなくスーツ姿の宣材写真がプリントされており、2枚共にプリズムシール(キラシール)となっている。2枚のシールのメッセージは、座右の銘「DO MY BEST　自分の力を発揮する」あなたにとってフリーキックとは？「一発で試合の流れや勝負を決める最強の武器」であった。

## 非常に有名なプレー

### 伝説のフリーキック
- 試合: 1999年12月11日、Jリーグチャンピオンシップ第2戦・清水エスパルス対ジュビロ磐田。

1999年の年間優勝を賭けたホーム・アンド・アウェー(全2試合)で行われたJリーグチャンピオンシップ第二戦、清水のホーム日本平スタジアムでジュビロ磐田と対決。試合はチャンピオンシップ史上初の静岡ダービーとなったことや、第一戦で清水が敗北を喫していたことなどから、立ち上がりから激しい展開を見せる。前半34分、中山雅史が前線からプレスをかけ、西澤淳二からボールを奪取。守備の乱れから服部年宏のミドルシュートが決まり、アウェイのジュビロ磐田が一点を先制する。わずか3分後の前半37分、三浦文丈がアレックスに対してファウル。この際、三浦の執拗なマークに苦しんでいたアレックスが、報復行為で一発退場を受け、早くも0-1かつ10人で戦わなければいけない状況に。1999年シーズンのステージ優勝はアレックス抜きには語れないほどその存在は大きく、絶望的な雰囲気が漂う日本平スタジアム。アウェイ側ゴール裏の磐田サポーターが、「蛍の光」を合唱する中、澤登が一人そのファウルで得たFKをセットする。ゴール左45度、25メートルの距離からファーサイドヘ蹴り上げたボールはGKのタイミングを外すと、弧を描いてゴール右隅に突き刺さった。「通常だと自分はあまり狙わない距離だが、アレックスが退場して感情が高ぶり狙ってやろうと思った、決める自信があった」と話す、この直接FKの得点は、失点、退場、同点とその間わずか5分程の出来事であったが、先制された直後に試合を振り出しに戻しただけでなく、アレックス退場により停滞したチームのムードを払拭する値千金の一撃であり反撃の狼煙となるゴールとなった。また、その直後に失点に繋がるミスを犯した西澤淳二に声をかけている姿が印象的であった。そのFKは「伝説のフリーキック」と呼ばれ、澤登の象徴的なプレーとして後世に語り継がれている。

#### 曲げてきた
上記の試合のテレビ実況を担当した山本浩は、前半37分の失点直後にアレックスが退場した場面で「過去の歴史を遡ってみても、93年の初年度のチャンピオンシップで奥野が退場になり、そしてジーコも退場になり、そして長い歴史の中ではこの解説の柱谷さんも退場のシーンがありましたが、そのぐらいここにかける選手の思いが、体の温度を熱くしてしまう。」「柱谷さん、状況が一変しました。とりあえずまずその1点を取られたエスパルス。このセットプレーを見たあとに伺いましょう。」と実況し、直後の得点シーンでは「澤登、曲げてきた〜！　澤登だからこそ魅せた同点ゴール!!」「今、1失点の始まりとなった西澤に声をかけて、澤登が『大丈夫なんだ』と、『絶対やれるんだ』と、おそらくそんなことを言ったでしょう。」と実況した。

#### 反響
- 1999年12月に行われたインタビューで、チャンピオンシップの澤登のFKに対する中村俊輔のコメント。

- 2014年5月22日に発売されたワールドサッカーウイニングイレブン2014 蒼き侍の挑戦のオープニングムービーでは、FKの得点後のシーンの一部が使用されている。
- 2017年4月1日、4年ぶりに行われたリーグ戦の静岡ダービーの生中継内で、「あなたが選ぶ静岡ダービー名シーン」の第1位に『澤登正朗　伝説のFK』が選ばれた。
- 2017年7月、日本サッカー協会最高顧問の川淵三郎は、清水エスパルス25周年記念試合のメッセージ(25周年記念ムービーギャラリー)において、「一番思い出深い事」にチャンピオンシップの澤登のFKの得点シーンを挙げている。
- 2018年8月、「Jリーグ公式チャンネル」において、【TOP10 GOALS】記憶に残る伝説のフリーキック特集【1993年～2004年編】に澤登のチャンピオンシップの得点が選出された[40]。

## 引退試合
S-PULSE ALL STARS 1-2 JAPAN ALL STARS
得点者：2分長谷川健太（S-PULSE ALL STARS）16分城彰二（JAPAN ALL STARS）53分澤登正朗（JAPAN ALL STARS）
- 開催日 - 2007年1月21日
- 開催場所 - 日本平スタジアム
- 出場選手（数字は背番号）
  - 「JAPAN ALL STARS」[42] - 1.下川健一、2.小村徳男、3.相馬直樹、4.服部年宏、5.柱谷哲二、6.都並敏史、8.北澤豪、9.武田修宏、10（18）.ラモス瑠偉、11.三浦知良、12.城彰二、13.藤田俊哉、14.岩本輝雄、15.山口素弘、16.中山雅史、17.礒貝洋光、18（10）.澤登正朗[43]、21.三浦泰年、22.小倉隆史、23.川口能活
  - 「S-PULSE ALL STARS」 - 1.真田雅則、2.内藤直樹、4.堀池巧、5.安藤正裕、6.大榎克己、7.永井秀樹、8.安永聡太郎、9.長谷川健太、10.澤登正朗、11.向島建、12.平岡直起、13.田坂和昭、14.三渡洲アデミール、15.平松康平、16.シジマール、17.伊東輝悦、18.興津大三、19.高木純平、20.藤本淳吾、22.市川大祐、26.高木和道、27.森岡隆三
- 主催 - 財団法人日本サッカー協会、社団法人日本プロサッカーリーグ
- 主管 - 財団法人静岡県サッカー協会、株式会社エスパルス
- 特別協賛 - 鈴与グループ
- 共催 - 株式会社静岡新聞社、静岡放送株式会社
- 後援 - 株式会社日刊スポーツ新聞社
- 協賛 - 悦楽グループ

## 東北復興支援オープニングマッチ(NOBORI ALL STARS)
NOBORI ALL STARS 3-2 ザ・ミイラ
得点者：田中誠(NOBORI ALLSTARS)、中田英寿(ザ・ミイラ)、中山雅史(NOBORI ALLSTARS)、中田英寿(ザ・ミイラ)、中山雅史(NOBORI ALLSTARS）
- 開催日 - 2014年2月16日
- 開催場所 - IAIスタジアム日本平
- 出場選手（数字は背番号）
- 【NOBORI ALL STARS】[44]
- 10.澤登正朗、9.中山雅史、7.名波浩、2.名良橋晃、6.戸田和幸、5.田中誠、4.斉藤俊秀、3.山西尊裕、1.中原幸司、0.ヒデ(ペナルティ) 、11.向島建、12.西澤淳二、13.松原良香、14.永井秀樹、8.中田英寿
- 【ザ・ミイラ】
- 望月三起也(漫画家)、TAKUYA(元ジュディ・アンド・マリー)、水内猛、なすび (タレント)、AKIRA(モデル)、コバヤシヒロシ(歌手)、宮下直紀(俳優)、三上慎吾(モデル)、谷口明大(モデル)、山中太郎(トレーナー)、島崎一真(俳優)、だいじゅ(歌手)、山田暢久、矢野デイビット(ミュージシャン)、矢野マイケル
- 主催 - 公益財団法人日本サッカー協会、公益社団法人日本プロサッカーリーグ、一般財団法人静岡県サッカー協会、株式会社静岡第一テレビ
- 主管 - 一般財団法人静岡県サッカー協会東部支部、株式会社エスパルス
- 後援 - 読売新聞静岡支局、報知新聞静岡支局
- 協賛 - 東京西川

## タイトル

### 高校
東海大学第一高等学校
- 1986年 - 全国高等学校サッカー選手権大会

静岡県選抜
- 1987年 - 国民体育大会 サッカー・少年の部

### 大学
東海大学（東海大学体育会サッカー部）
- 1988年 - 全日本大学サッカー選手権大会
- 1990年 - 全日本大学サッカー選手権大会
- 1991年 - 総理大臣杯

### クラブ
清水エスパルス
- 1996年 - Jリーグカップ
- 1999年 - Jリーグ ディビジョン1・2ndステージ
- 2000年 - アジアカップウィナーズカップ
- 2001年 - スーパーカップ
- 2001年 - 天皇杯
- 2002年 - スーパーカップ

### 個人
- 1987年 - 全国高等学校サッカー選手権大会静岡県大会 MVP、ベストイレブン
- 1988年 - 最優秀選手賞
- 1990年 - 最優秀選手賞、得点王
- 1993年 - 新人王
- 1999年 - ベストイレブン
- 1999年 - 日本年間最優秀選手賞
- 1999年 - アジアサッカー連盟(AFC)月間最優秀ゴール賞（12月)
- 2006年 - 功労選手賞
- 2006年 - エスパルス栄誉賞

## 代表歴
- 1988年　U-20日本代表
- 1989年-1992年　U-23日本代表
- 1993年-2000年　日本代表
  - 国際Aマッチ初出場：1993年4月8日 vsタイ戦 FIFAワールドカップ・アジア1次予選 - 第1戦 (神戸)
  - 国際Aマッチ初得点：1993年5月7日 vsアラブ首長国連邦 FIFAワールドカップ・アジア1次予選 - 第8戦 (アル・アイン)

### 背番号
- 10番 1991年-1992年
- 09番 1993年
- 18番 1993年
- 10番 1994年
- 16番 1994年
- 21番 1997年
- 14番 1999年
- 12番 2000年

### 出場大会など
- 1988年 - AFCユース選手権
- 1991年 - バルセロナオリンピックアジア1次予選
- 1992年 - バルセロナオリンピックアジア最終予選
- 1993年 - カールスバーグカップ（日本代表B）
- 1993年 - 1994 FIFAワールドカップ・アジア予選
- 1994年 - キリンカップサッカー1994
- 1994年 - アジア競技大会
- 1997年 - JOMOカップ
- 1999年 - キリンチャレンジカップ
- 2000年 - カールスバーグカップ
- 2000年 - AFCアジアカップ2000 (予選)

### 試合数
- U-20日本代表 06試合 5得点(1988 AFCユース選手権)
- U-23日本代表 11試合 3得点(1991-1992 バルセロナ五輪予選)
- 日本代表 国際Aマッチ 16試合 3得点(1993-2000)[1]

| 日本代表 | 国際Aマッチ | 国際Aマッチ | その他 | その他 | 期間通算 | 期間通算 |
| 年       | 出場        | 得点        | 出場   | 得点   | 出場     | 得点     |
| -------- | ----------- | ----------- | ------ | ------ | -------- | -------- |
| 1993     | 5           | 1           | 4      | 0      | 9        | 1        |
| 1994     | 6           | 1           | 0      | 0      | 6        | 1        |
| 1995     | 0           | 0           | 0      | 0      | 0        | 0        |
| 1996     | 0           | 0           | 0      | 0      | 0        | 0        |
| 1997     | 0           | 0           | 1      | 0      | 1        | 0        |
| 1998     | 0           | 0           | 0      | 0      | 0        | 0        |
| 1999     | 1           | 0           | 0      | 0      | 1        | 0        |
| 2000     | 4           | 1           | 0      | 0      | 4        | 1        |
| 通算     | 16          | 3           | 5      | 0      | 21       | 3        |

### 出場
| No. | 開催日         | 開催都市     | スタジアム                         | 対戦相手         | 結果 | 監督                         | 大会                 |
| --- | -------------- | ------------ | ---------------------------------- | ---------------- | ---- | ---------------------------- | -------------------- |
| 1.  | 1993年04月08日 | 愛知県       | 神戸総合運動公園ユニバー記念競技場 | タイ             | ○1-0 | ハンス・オフト               | ワールドカップ予選   |
| 2.  | 1993年04月11日 | 東京都       | 国立霞ヶ丘競技場陸上競技場         | バングラデシュ   | ○8-0 | ハンス・オフト               | ワールドカップ予選   |
| 3.  | 1993年04月15日 | 東京都       | 国立霞ヶ丘競技場陸上競技場         | スリランカ       | ○5-0 | ハンス・オフト               | ワールドカップ予選   |
| 4.  | 1993年05月05日 | ドバイ       |                                    | スリランカ       | ○6-0 | ハンス・オフト               | ワールドカップ予選   |
| 5.  | 1993年05月07日 | アル・アイン |                                    | アラブ首長国連邦 | △1-1 | ハンス・オフト               | ワールドカップ予選   |
| 6.  | 1994年05月22日 | 広島県       | 広島広域公園陸上競技場             | オーストラリア   | △1-1 | パウロ・ロベルト・ファルカン | キリンカップ         |
| 7.  | 1994年05月29日 | 東京都       | 国立霞ヶ丘競技場陸上競技場         | フランス         | ●1-4 | パウロ・ロベルト・ファルカン | キリンカップ         |
| 8.  | 1994年09月27日 | 東京都       | 国立霞ヶ丘競技場陸上競技場         | オーストラリア   | △0-0 | パウロ・ロベルト・ファルカン | 国際親善試合         |
| 9.  | 1994年10月03日 | 広島県       | みよし運動公園陸上競技場           | アラブ首長国連邦 | △1-1 | パウロ・ロベルト・ファルカン | アジア大会           |
| 10. | 1994年10月09日 | 広島県       | 広島県立びんご運動公園陸上競技場   | ミャンマー       | ○5-0 | パウロ・ロベルト・ファルカン | アジア大会           |
| 11. | 1994年10月11日 | 広島県       | 広島県総合グランドメインスタジアム | 韓国             | ●2-3 | パウロ・ロベルト・ファルカン | アジア大会           |
| 12. | 1999年09月08日 | 神奈川県     | 横浜国際総合競技場                 | イラン           | △1-1 | フィリップ・トルシエ         | キリンチャレンジ     |
| 13. | 2000年02月05日 | 香港         |                                    | メキシコ         | ●0-1 | フィリップ・トルシエ         | カールスバーグカップ |
| 14. | 2000年02月13日 | マカオ       |                                    | シンガポール     | ○3-0 | フィリップ・トルシエ         | アジアカップ予選     |
| 15. | 2000年02月16日 | マカオ       |                                    | ブルネイ         | ○9-0 | フィリップ・トルシエ         | アジアカップ予選     |
| 16. | 2000年02月20日 | マカオ       |                                    | マカオ           | ○3-0 | フィリップ・トルシエ         | アジアカップ予選     |

### 得点数
| # | 年月日        | 開催地                       | 対戦国           | スコア | 結果 | 試合概要                            |
| - | ------------- | ---------------------------- | ---------------- | ------ | ---- | ----------------------------------- |
| 1 | 1993年5月7日  | アラブ首長国連邦、アルアイン | アラブ首長国連邦 | 1-1    | 引分 | 1994 FIFAワールドカップ・アジア予選 |
| 2 | 1994年10月9日 | 日本、尾道                   | ミャンマー       | 5-0    | 勝利 | アジア競技大会                      |
| 3 | 2000年2月16日 | マカオ                       | ブルネイ         | 9-0    | 勝利 | AFCアジアカップ2000 (予選)          |

## 指導歴
- 2013年 - 2021年 常葉大学浜松キャンパスサッカー部 監督
- 2022年 - 清水エスパルスユース 監督

## 出演

### CM
- グリコ 「ポッキー四姉妹物語」（1994年、牧瀬里穂らと共演）
- グリコ「バニラinバニラ」（1994年）

### テレビ
- スポーツパラダイス（静岡朝日テレビ） - メインキャスター
- 報道ステーション（テレビ朝日) - スポーツキャスター
- SBSテレビ夕刊　(静岡放送) - スポーツキャスター
- 欧州蹴球ダイジェスト（2012年8月 - 2013年7月4日フジテレビONE・フジテレビNEXT　） - メインキャスター
- オーレ!ワールドカップサッカー 「世界をかける静岡の星」（1993年8月16日テレビ東京）
- 夢がMORI MORI （1994年10月17日・24日フジテレビ　「SMAP、森口博子らとキックベース対戦」)
- 森田一義アワー 笑っていいとも!「テレフォンショッキング」（1996年10月3日フジテレビ）
- スポーツマンNo.1決定戦VIII（1997年1月2日TBS）
- ザ・ドキュメント「“第二の人生”　サッカー元日本代表磯貝は今」（2002年7月21日関西テレビ）
- 徳光&所の世界記録工場「パサール・オ・シルクロ」（2006年3月25日日本テレビ）
- ミスターエスパルス・ 澤登正朗～栄光の軌跡～ （2007年2月17日静岡放送）
- 地元の人が教える！2泊3日の旅（第21話「ミスターエスパルス澤登正朗が静岡を巡る〜富士・清水・大井川・浜名湖の旅〜」、2008年旅チャンネル）
- キンコンヒルズ「東京タワーサッカーPK対決」（2008年7月31日 テレビ東京）
- ナイナイの伝説アスリートグランプリ（2009年4月12日 テレビ朝日）
- 話題のシーンを再現 ミラクル実験SHOW「必殺シュート炸裂!（ツインシュートでジグザグ魔球は生まれるのか?） 」（2010年5月23日テレビ静岡）
- 炎の体育会TV「ロボキーパー」（2012年7月30日 TBS）
- ヒットの泉〜ニッポンの夢ヂカラ!〜 (2012年11月12日 朝日放送)
- ゴルフの真髄　(2012年12月22日 テレビ東京)
- ゴルファーズ倶楽部BACK9「ミズノスイングDNAを探せ！澤登正朗編」（2015年10月ゴルフネットワーク）
- ピエール瀧のしょんないTV「第1回フットゴルフしょんないオープン」（2015年11月静岡朝日テレビ）
- あさひテレビ祭り2017「母校・東海大一高の恩師と再会」（2017年9月23日静岡朝日テレビ）
- ゴルフ侍、見参!「真剣勝負!元Jリーガー澤登正朗VSシニアプロ」（2018年2月11日BSジャパン）
- やべっちFC〜日本サッカー応援宣言〜「クラブヒストリーズ」（2018年9月24日テレビ朝日）
- 消えた天才「平澤政輝 Jリーグ入りを拒否した天才」（2019年1月27日 TBS）
- スター☆ゴルフマッチⅡ #31 - 34（2019年4 - 5月・ほか、テレビ埼玉・ゴルフネットワーク・スカイA）

## 関連情報

### 出版
- 1994年 - 『澤登 正朗 』写真集 (学研)
- 2007年 - 『サッカー個人技パーフェクトマスター : 基本から応用まで一気に上達!』(新星出版社) ISBN 978-4405086173
- 2014年 - 国立ファイナル全国高校サッカー選手権大会 1976年度以降、国立競技場で行なわれた全38の「高校選手権・決勝」を振り返る！ 保存版(ベースボール・マガジン社) ISBN 978-4583620879
- 2015年 - 『フットボールサミット 第29回(清水エスパルスサッカーの街に生きるクラブの使命)』(カンゼン) ISBN 978-4862553041
- 2017年 - 『思考とスキルを磨く!サッカーミッドフィルダー最強バイブル』(メイツ出版) ISBN 978-4780417555

### CD
- 1993年 - 澤登正朗選手テーマソング『栄光のゴール 』唄：SAKI　(クラウンレコード、CDP-46)
- 1993年 - 『カンピオーネ・ニッポン』ウルトラス・ニッポン　(日本代表時代の応援コール収録　ソニー・ミュージックレコーズ)

### ゲーム
- 2008年 - 『サカつくDS タッチandダイレクト』 (セガ)
- 2009年 - 『Jリーグ プロサッカークラブをつくろう!6 Pride of J』 (セガ)
- 2014年 - 『サカつくシュート！』[45]　(セガ)
- 2018年 - 『WORLD CLUB Champion Football 2017-2018 Ver.3.0』(セガ・インタラクティブ)

### 食玩
- 2003年 - Jリーグプレーヤーコレクション2003 (バンダイ)
- 2014年 - サッカー応援ウエハースチョコ (ロッテ)